# تفريق المركبات

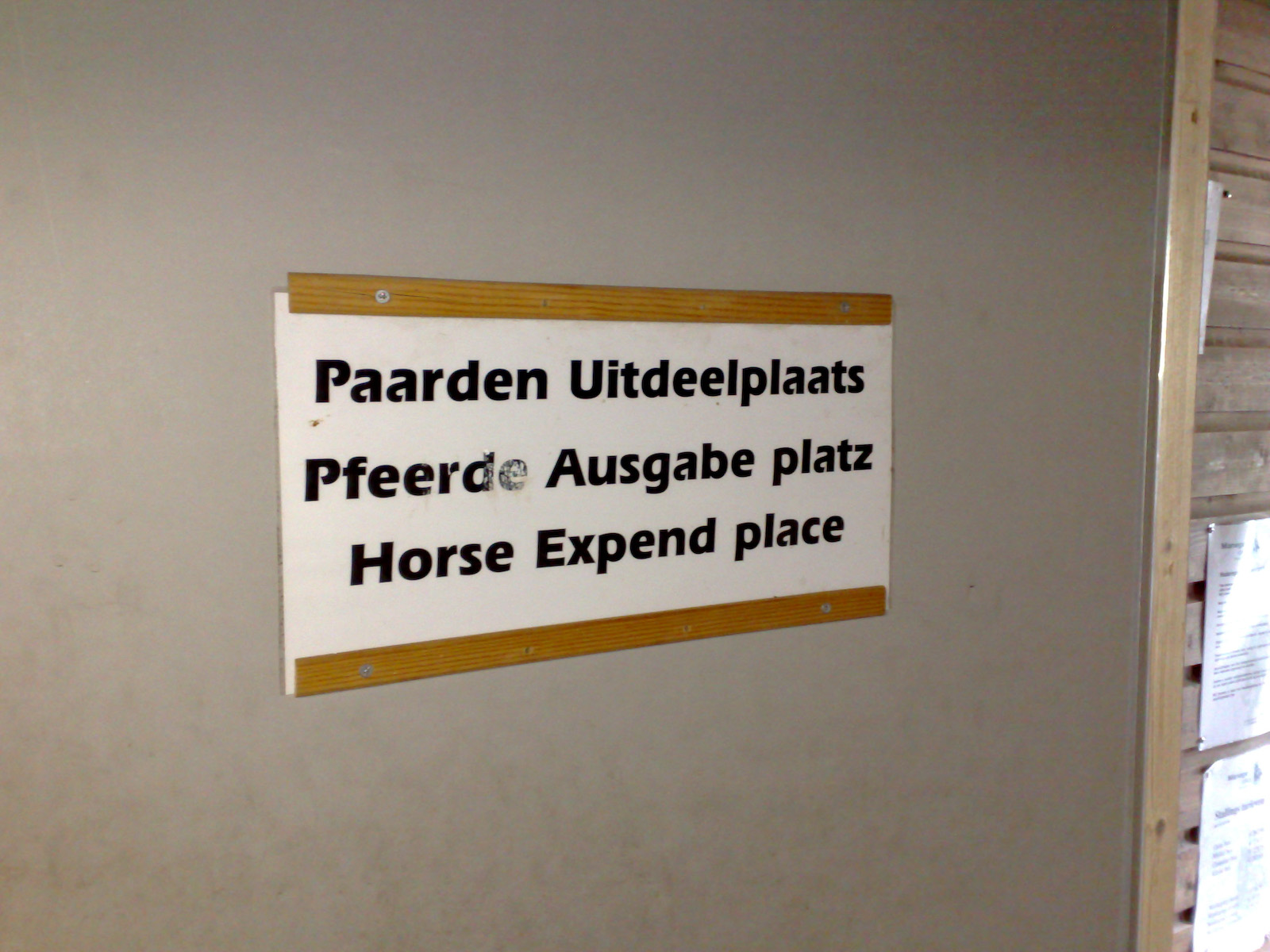

تفريق المركبات في اللغة الألمانية عبارة عن فصل أجزاء الألفاظ المركبة بالبياض أي الفراغ وهو خطأ باعتبار قواعد الكتابة في الألمانية الحديثة.